# Арджинешть
Арджинешть, Арджинешті (рум. Arginești) — село у повіті Мехедінць в Румунії. Входить до складу комуни Бутоєшть.
Село розташоване на відстані 213 км на захід від Бухареста, 60 км на схід від Дробета-Турну-Северина, 42 км на північний захід від Крайови.

## Населення
За даними перепису населення 2002 року у селі проживали 554 особи, усі — румуни. Усі жителі села рідною мовою назвали румунську.